# Patrick McDonald
Patrick McDonald (Estados Unidos, 29 de julio de 1878-26 de mayo de 1954) fue un atleta estadounidense, especialista en la prueba de lanzamiento de peso de 25 kg en la que llegó a ser campeón olímpico en 1920.

## Carrera deportiva
En los JJ. OO. de Estocolmo 1912 ganó la medalla de oro en el lanzamiento de peso, llegando hasta los 15.34 metros que fue récord olímpico, superando a sus compatriotas Ralph Rose y Lawrence Whitney (bronce con 13.93 metros). Además logró la medalla de plata en el lanzamiento de peso con dos manos, llegando hasta los 27.53 metros, tras Ralph Rose, y por delante del finlandés Elmer Niklander (bronce con 27.14 metros).
En los JJ. OO. de Amberes 1920 ganó la medalla de oro en el lanzamiento de peso de 25 kg, llegando hasta los 11.265 metros que fue récord olímpico, superando a su compatriota Patrick Ryan y al sueco Carl Johan Lind (bronce con 10.255 metros).